# John O’Neill (labdarúgó)
John Patrick O'Neill (Derry, 1958. március 11.  – ) északír válogatott labdarúgó.

## Pályafutása

### Klubcsapatban
Derryben született. 1977 és 1987 között a Leicester City csapatában játszott. 1987-ben a Queens Park Rangers, 1987 és 1988 között a Norwich City játékosa volt.

### A válogatottban
1980 és 1986 között 39 alkalommal szerepelt az északír válogatottban és 2 gólt szerzett. Részt vett az 1982-es világbajnokságon, ahol a Franciaország elleni mérkőzésen csereként lépett pályára. A Jugoszlávia, a Honduras, a Spanyolország és az Ausztria elleni találkozókon nem kapott lehetőséget. Az 1986-os világbajnokságon mind a három csoportmérkőzésen a kezdő tagja volt.